# Apeadero de Alcainça-Moinhos
El Apeadero de Alcainça-Moinhos, igualmente conocido como (Estación de Alcainça-Moinhos), es una infraestructura de la Línea del Oeste, que sirve a las localidades de Alcainça y Moinhos, en el Distrito de Lisboa, en Portugal.

## Características y servicios
Este apeadero es utilizado por servicios de naturaleza Regional, operados por la transportista mercado libre de Portugal.

## Historia
El tramo entre Agualva-Cacém y Torres Vedras, en el cual el Apeadero se inserta, fue abierto a la explotación el 21 de mayo de 1887.
En fecha desconocida, el Apeadero fue cerrado al servicio público, siendo reabierto en 1934.